# Adolf Osterider
Adolf Anton Osterider (* 18. Juni 1924 in Graz; † 10. Februar 2019) war ein österreichischer bildender Künstler.

## Leben
Adolf Osterider besuchte zwischen 1938 und 1949 die Meisterschule des Deutschen Handwerks (später HTBLVA Graz-Ortweinschule) in Graz. Er absolvierte dort zunächst die Fachschulklasse für Keramik bei Hans Adametz und ab 1942 die Meisterklasse für Malerei bei Rudolf Szyszkowitz. Seine künstlerische Ausbildung wurde von 1943 bis 1946 durch Kriegsdienst im Zweiten Weltkrieg und anschließende Gefangenschaft in Jugoslawien unterbrochen. Ab 1949 studierte er an der Akademie der bildenden Künste in Wien bei Sergius Pauser und schloss 1951 das Studium mit Diplom ab. Danach wirkte er als freischaffender Künstler in Graz und anderen Orten der Steiermark.
1956 begann Osterider als Lehrer an der Ortweinschule zu arbeiten. Zunächst unterrichtete er dort Zeichnen, Malen und Kunstgeschichte. Von 1965 bis 1976 leitete er als Nachfolger von Szyszkowitz die Meisterklasse für Malerei. 1976/77 war er provisorischer Fachvorstand der Abteilung für Bildnerische Gestaltung. 1981 bis 1986 übernahm er nach der Pensionierung von Franz Rogler erneut die Meisterklasse für Malerei. Er hatte auch Lehraufträge an der Internationalen Sommerakademie für Bildende Kunst Salzburg (figurative Malerei, 1965, 1966, 1969) und an der Pädagogischen Akademie des Bundes in Graz (1976 bis 1986). Zudem gab er von 1970 bis 1978 Kurse an der Volkshochschule Graz und war von 1972 bis 1992 künstlerischer Leiter der Sommerseminare für kreatives Sehen und Gestalten in Schladming.
Osterider erhielt 1988 den „Würdigungspreis des Landes Steiermark für bildende Kunst“, 1994 das Große Goldene Ehrenzeichen des Landes Steiermark und 2008 das „Österreichische Ehrenkreuz für Wissenschaft und Kunst I. Klasse“. Adolf Osterider war ab 1985 Vizepräsident und ab 1988 Präsident des Steiermärkischen Kunstvereins Werkbund. Weiters war er Mitglied des Salzburger Kunstvereins.
Seit 1947 war Osterider in Ausstellungen vertreten, seine Kunstwerke befinden sich in renommierten Sammlungen, unter anderem in der Österreichischen Staatsgalerie Belvedere, der Graphischen Sammlung Albertina, der Neuen Galerie am Universalmuseum Joanneum. Osteriders Werk umfasste Sgraffito, Freskomalerei, Emailmalerei, Beton- und Bleiglasfenster im öffentlichen Raum. Er war besonders für seine sakralen Kunstwerke bekannt. In der Pfarrkirche Groß St. Florian befinden sich seine Glasbilder „Gnade“ und „Versuchung“, im Pfarrsaal ein Tafelbild „Die Schöpfung“. Osterider schuf auch Ölgemälde (häufig mit Bezug zu Religion, Mythos und Geschichte), Aquarelle (oft Landschaften) mit kräftigem Farbauftrag und grafische Arbeiten, insbesondere durch Reisen inspirierte Architekturzeichnungen. Sein Stil war vom Expressionismus beeinflusst und stets gegenständlich.
Adolf Osterider war mit der Malerin Heide Osterider-Stibor (* 1941) verheiratet, auch eine Absolventin der Ortweinschule, die an einigen seiner Auftragsarbeiten mitwirkte. Seine Söhne Martin Osterider (* 1964) und Stefan Osterider (* 1968) sind ebenfalls als Künstler tätig.

## Werke (Auswahl)
- „Vier Elemente“, Seccomalerei, 1955, „Wetterhäuschen“ am Hochplateau, Schlossberg, Graz
- Tierkreiszeichen, Sgraffiti, 1960, Wiener Straße 223, Graz
- Farbenhaus Harnisch, Fresko, 1963, Pöllauer Stiftshof/Farbenhaus Harnisch, Graz
- 14 Kreuzwegstationen, Altarkreuz, 1968/69, Justizanstalt Graz-Karlau, Messkapelle Hl. Thomas
- Hl. Notburga, 1968, Landwirtschaftliche Hauswirtschaftsschule Haidegg, Graz
- „Das Rathaus im Wandel der Zeiten“, Seccomalerei, 1971, Foyer Grazer Rathaus
- Hl. Rupert, Seccomalerei, 1973, Rupertikirche, Hohenrain, Hart bei Graz
- „Dolce far niente“ (Das süße Nichtstun), Öl auf Leinwand, 80,5 × 100,5 cm, Signatur rechts unten: „AO“, 1978, Artothek des Bundes, Dauerleihgabe im Belvedere, Wien
- Glasfensterzyklus, ca. 1990, Krankenhaus der Elisabethinen, Krankenhauskapelle, Graz
- Johannesfenster, Matthäusfenster, Markusfenster, Lukasfenster (Bleiglasfenster, farbige Verglasung der umlaufenden Fensterstreifen), 1992, St. Johannes, Graz
- Farbglasfenster, 1997, Pfarrkirche St. Peter, Graz
- „Engel mit Posaune“, Sgraffito, Wohnhaus Bahnhofstraße 20, Graz
- Glasbilder „Gnade“ und „Versuchung“, Tafelbild „Die Schöpfung“, Pfarrkirche Groß St. Florian
- „Herbstliches Weinland“ (464 × 614 mm), „Winterlandschaft“ (464 × 603 mm) und „Nebel“ (478 × 631 mm), Aquarelle, Sammlung Albertina, Wien

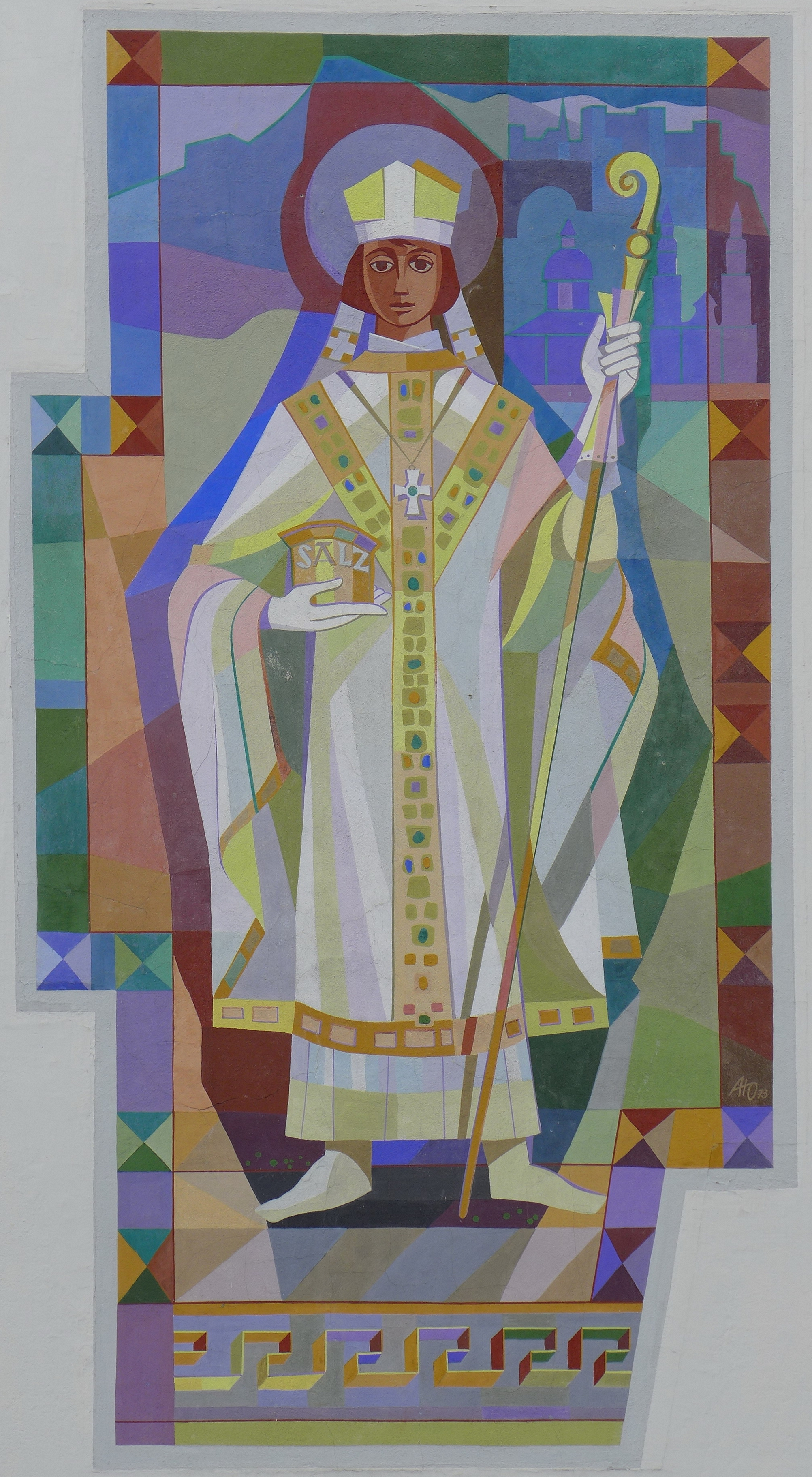
Seccomalerei an der Rupertikirche
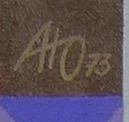
Signatur von Adolf Osterider
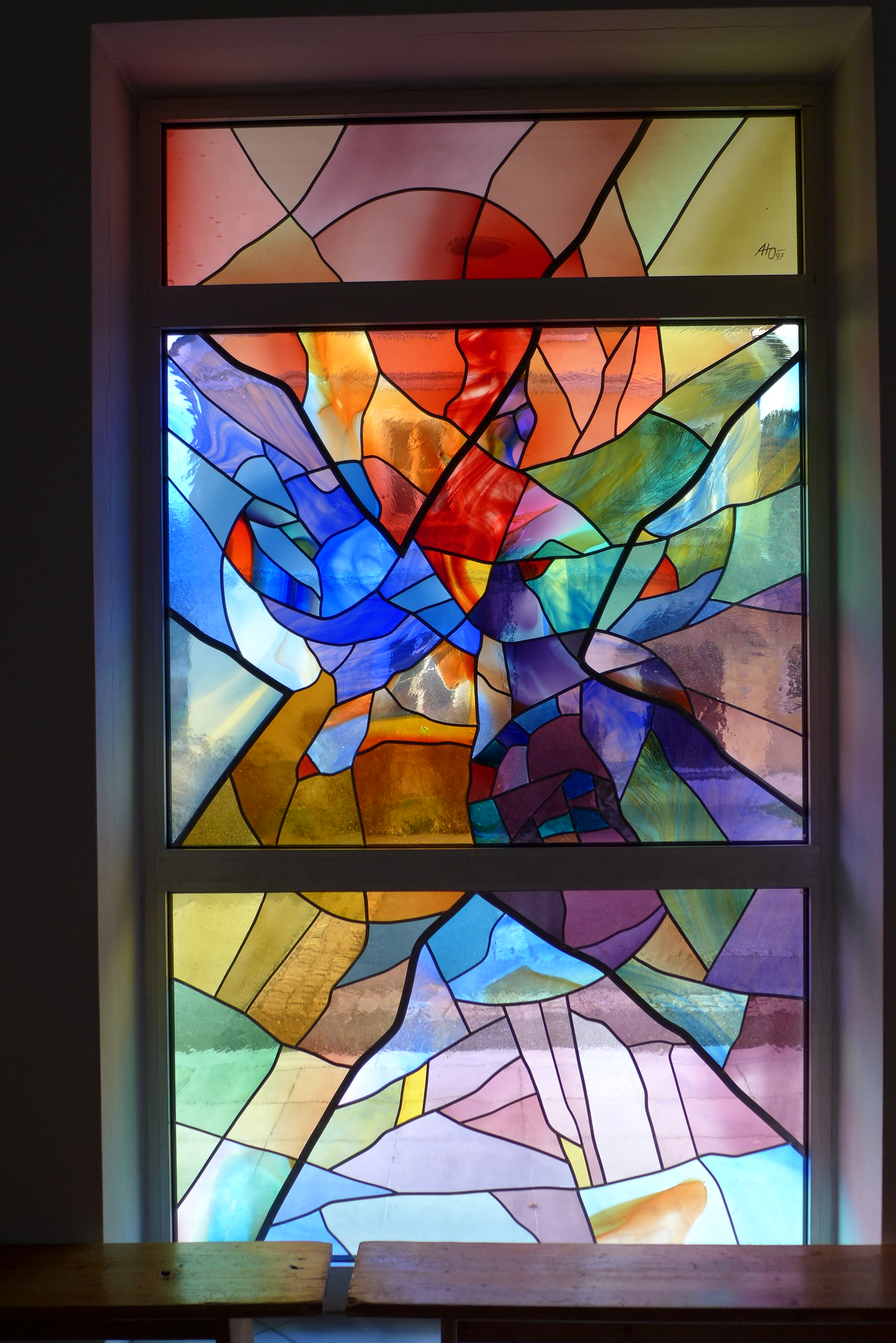
Glasfenster in der Pfarrkirche St. Peter
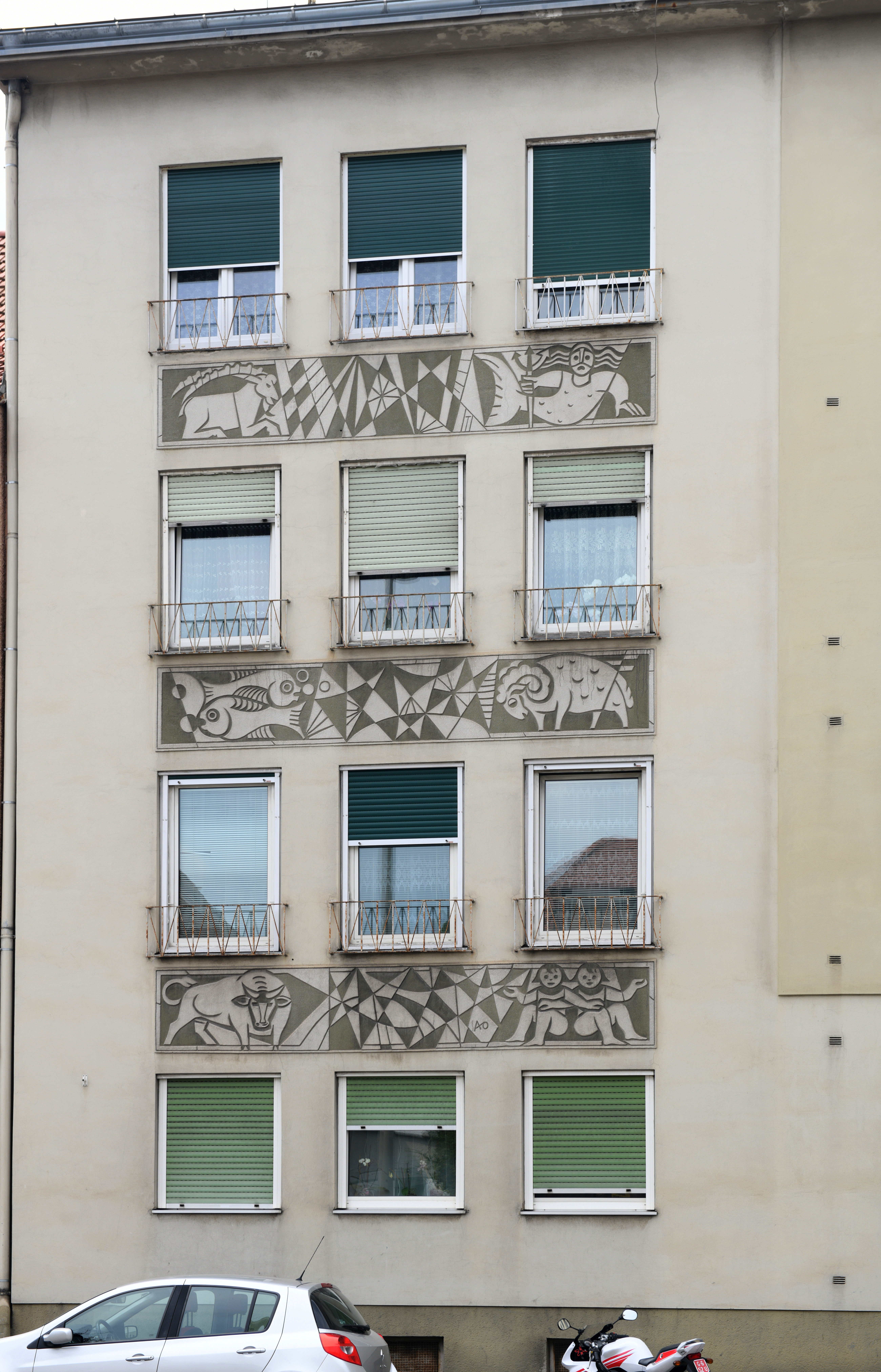
Sgraffiti Tierkreiszeichen in der Wiener Straße 223
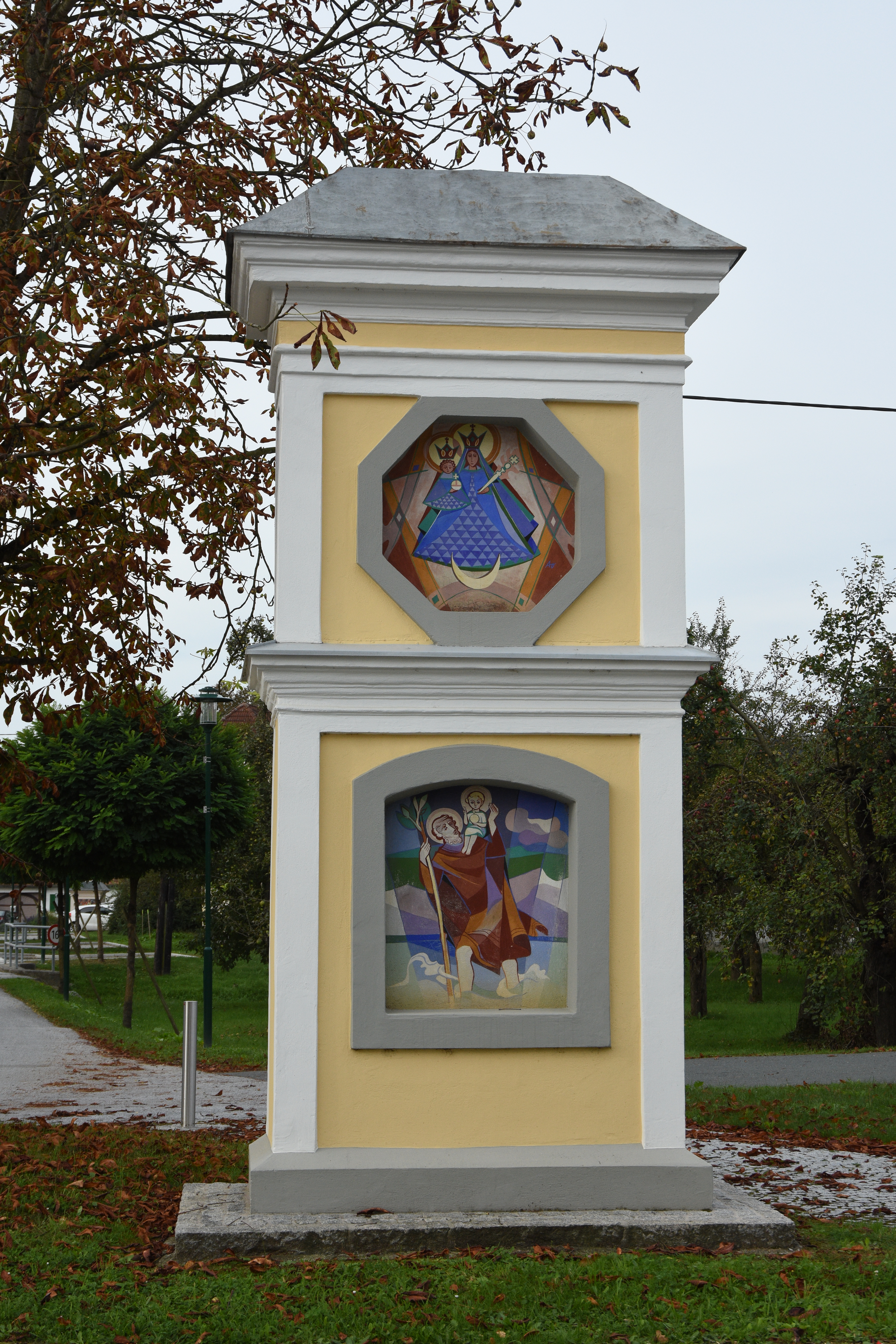
Bildstock Hainersdorf